# Qullar (Qusar)
Qullar è un comune dell'Azerbaigian situato nel distretto di Qusar. Conta una popolazione di 303 abitanti.